# EcoQuest 2: Lost Secret of the Rainforest
EcoQuest 2: Lost Secret of the Rainforest è un'avventura grafica sviluppata dalla Sierra On-Line per i sistemi Microsoft Windows e pubblicata nel 1993. Il videogioco è il seguito di EcoQuest: The Search for Cetus, pubblicato due anni prima.

## Trama
Nel seguito Adam è cresciuto e riesce a parlare con gli animali con scioltezza. Mentre è in un viaggio con suo padre si avventura in una foresta e incontra i nativi locali. Questi sono afflitti da una malattia e Adam si impegna a cercare una cura per la malattia. Questa malattia è collegata con la distruzione della foresta pluviale. In questo seguito Adam dispone di uno strumento che gli permette di analizzare le cose e che viene utilizzato per risolvere gli enigmi che affollano il videogioco. Il seguito ha una difficoltà decisamente maggiore al primo episodio di EcoQuest e rende l'avventura più interessante per un pubblico più adulto.